# Goodenia lineata
Goodenia lineata är en tvåhjärtbladig växtart som beskrevs av James Hamlyn Willis. Goodenia lineata ingår i släktet Goodenia och familjen Goodeniaceae. Inga underarter finns listade i Catalogue of Life.